# 汪涛 (围棋棋手)
汪涛（1990年4月12日—），中国河南省洛阳市人，围棋职业六段棋手。他5岁学棋，2005年入段，2014年7月升为六段。他是2010年第15届三星财产杯16强，2017年第3届梦百合杯16强。现为杭州围棋队队员兼助理教练。

## 国内比赛成绩
2009年、2010年和2012年代表苏泊尔杭州队参加围甲联赛。

## 国际比赛成绩
2010年第15届三星财产杯预选赛连胜李勇秀、孙力、王檄进入本赛32强。本赛的双败淘汰制小组赛中先胜姜儒泽，后负于山下敬吾，在败者组中再胜姜儒泽，进入16强。16强赛中负于许映皓。2015年第2届梦百合杯预选赛连胜杨一、李成森、张涛进入本赛，本赛首轮负于孔杰。2017年第3届梦百合杯预选赛连胜金昌勋、尹峻相、韩一洲进入本赛，本赛中连胜党毅飞和高尾绅路进入16强，后负于范蕴若。